# 马佐-迪瓦尔泰利纳
马佐-迪瓦尔泰利纳（義大利語：Mazzo di Valtellina），是意大利松德里奥省的一个市镇。总面积15平方公里，人口1056人，人口密度70.4人/平方公里（2009年）。国家统计（ISTAT）代码为014040。